# Prelatura territoriale di Tromsø
La prelatura territoriale di Tromsø (in latino: Praelatura Territorialis Tromsoeana) è una sede della Chiesa cattolica in Norvegia immediatamente soggetta alla Santa Sede. Nel 2021 contava 7.338 battezzati su 487.430 abitanti. La sede è vacante.

## Territorio
La prelatura territoriale comprende le tre contee più settentrionali della Norvegia: Troms, Finnmark e Nordland e anche l'arcipelago delle Svalbard.
Sede prelatizia è la città di Tromsø, dove si trova la procattedrale di Nostra Signora (Vår Frue Domkirke).
Il territorio è suddiviso in 7 parrocchie. Le parrocchie sono situate nelle seguenti città: Tromsø, Bodø, Hammerfest, Harstad, Mosjøen, Narvik e Storfjord.

## Storia
La missione sui iuris della Norvegia settentrionale fu eretta l'8 aprile 1931 con il breve Paterna caritas di papa Pio XI, ricavandone il territorio dal vicariato apostolico di Norvegia (oggi diocesi di Oslo).
Il 10 marzo 1944 la missione sui iuris fu elevata a prefettura apostolica con la bolla Maioris dignitatis di papa Pio XII.
Il 18 febbraio 1955 la prefettura apostolica fu ulteriormente elevata a vicariato apostolico con la bolla Quoniam arcana dello stesso papa Pio XII.
Il 28 marzo 1979 per effetto della bolla Qui volente di papa Giovanni Paolo II il vicariato apostolico è stato nuovamente elevato a prelatura territoriale e ha assunto il nome attuale.

## Cronotassi dei vescovi
Si omettono i periodi di sede vacante non superiori ai 2 anni o non storicamente accertati.
- Johannes Starcke, M.S.F. † (5 dicembre 1931 - 3 luglio 1939 dimesso)[3]
- Johannes Wember, M.S.F. † (17 novembre 1939 - 1º marzo 1976 ritirato)
- João Batista Przyklenk, M.S.F. † (1º marzo 1976 - 18 marzo 1977[4] nominato vescovo di Januária)
  - Sede vacante (1977-1979)
- Gerhard Ludwig Goebel, M.S.F. † (29 marzo 1979 - 4 novembre 2006 deceduto)[5]
  - Sede vacante (2006-2008)
- Berislav Grgić (18 dicembre 2008 - 31 agosto 2023 dimesso)
  - Erik Varden, O.C.S.O.[1], dal 31 agosto 2023 (amministratore apostolico)

## Statistiche
La prelatura territoriale nel 2021 su una popolazione di 487.430 persone contava 7.338 battezzati, corrispondenti all'1,5% del totale.
| anno | popolazione | popolazione | popolazione | presbiteri | presbiteri | presbiteri | presbiteri                | diaconi | religiosi | religiosi | parrocchie |
| anno | battezzati  | totale      | %           | numero     | secolari   | regolari   | battezzati per presbitero | diaconi | uomini    | donne     | parrocchie |
| ---- | ----------- | ----------- | ----------- | ---------- | ---------- | ---------- | ------------------------- | ------- | --------- | --------- | ---------- |
| 1949 | 266         | 338.245     | 0,1         | 8          |            | 8          | 33                        |         |           | 27        | 4          |
| 1963 | 353         | 413.123     | 0,1         | 7          |            | 7          | 50                        |         |           | 35        | 4          |
| 1980 | 600         | 483.000     | 0,1         | 6          |            | 6          | 100                       |         | 6         | 21        | 5          |
| 1990 | 820         | 485.500     | 0,2         | 7          |            | 7          | 117                       |         | 7         | 20        | 6          |
| 1999 | 1.562       | 480.000     | 0,3         | 11         | 1          | 10         | 142                       |         | 10        | 30        | 6          |
| 2000 | 1.565       | 480.000     | 0,3         | 9          | 1          | 8          | 173                       |         | 8         | 27        | 6          |
| 2001 | 1.694       | 467.072     | 0,4         | 9          | 1          | 8          | 188                       |         | 8         | 25        | 6          |
| 2002 | 1.675       | 580.000     | 0,3         | 8          | 1          | 7          | 209                       |         | 7         | 25        | 6          |
| 2003 | 1.651       | 462.711     | 0,4         | 9          | 1          | 8          | 183                       |         | 8         | 22        | 6          |
| 2004 | 1.775       | 467.702     | 0,4         | 10         | 2          | 8          | 177                       |         | 8         | 25        | 7          |
| 2013 | 5.054       | 477.398     | 1,1         | 11         | 3          | 8          | 459                       |         | 8         | 21        | 7          |
| 2016 | 6.239       | 484.525     | 1,3         | 11         | 2          | 9          | 567                       |         | 9         | 24        | 7          |
| 2019 | 7.474       | 489.531     | 1,5         | 13         | 4          | 9          | 574                       |         | 9         | 23        | 7          |
| 2021 | 7.338       | 487.430     | 1,5         | 13         | 4          | 9          | 564                       |         | 9         | 22        | 7          |